# Тейяк
Тейяк, Тейякська культура, Тейякська техніка/індустрія (англ. Tayacian) — археологічна культура, або техніка раннього і середнього палеоліту.
Отримала назву від Тауас, колишня назва Les Eyzies, у департаменті Дордонь, Франція.
Брейль і Лантьє виділили особливу тейякскую культуру, для якої характерні знаряддя з товстих, слабко й односторонньо ретушованих відщепів, у яких відсутні ручні рубила й знаряддя з ретельною ретушшю.
Вона була поширена в Південній Європі й датується рисським заледенінням. Власне тейякскую культуру вважають прямим продовженням культури клектон. Вона мало відрізняється від одночасної ашельської культури, але в ній немає ручних рубил.
Спочатку термін уживався для індустрій нижніх шарів Ла-Мікок (громада Тейяк недалеко від Лез-Эйзи, Дордонь), але потім був розповсюджений на індустрії дуже широкого хронологічного й географічного діапазону, багато хто з яких не зв'язані один з одним (Фонтешевад, гора Кармел).